# BleachBit
BleachBit là một trình dọn dẹp không gian ổ đĩa tự do nguồn mở, trình quản lí riêng tư và trình tối ưu hóa hệ thống máy tính. Mã nguồn BleachBit được cấp phép theo Giấy phép Công cộng GNU phiên bản 3.

## Lịch sử
BleachBit được phát hành công khai lần đầu vào ngày 24 tháng 12 năm 2008 cho hệ thống Linux. Bản phát hành 0.2.1 đã tạo ra một số tranh cãi bằng cách đề xuất Linux cần trình dọn dẹp đăng ký.
Phiên bản 0.4.0 giới thiệu CleanerML, ngôn ngữ đánh dấu dựa trên tiêu chuẩn để viết trình dọn dẹp mới. Vào ngày 29 tháng 5 năm 2009, BleachBit phiên bản 0.5.0 đã thêm hỗ trợ cho Windows XP, Windows Vista và Windows 7. Vào ngày 16 tháng 9 năm 2009, phiên bản 0.6.4 đã giới thiệu hỗ trợ giao diện dòng lệnh.
BleachBit có sẵn để tải về thông qua trang web của nó và kho lưu trữ của rất nhiều bản phân phối Linux.

## Tính năng
- Xác định và loại bỏ Web cache, cookie HTTP, lịch sử URL, tập tin nhật ký của tập tin tạm thời và cookie Flash cho Firefox, Opera, Safari, APT, Google Chrome
- Loại bỏ bản địa hoá không sử dụng (còn được gọi là tập tin bản địa) là bản dịch của phần mềm
- Cắt nhỏ tập tin và xóa dung lượng đĩa chưa phân bổ để giảm thiểu dữ liệu còn lại
- Xóa dung lượng ổ đĩa chưa phân bổ để cải thiện tỷ lệ nén dữ liệu cho các bản sao lưu hình ảnh đĩa
- Hút cơ sở dữ liệu SQLite của Firefox bị phân mảnh
- Giao diện dòng lệnh để tự động hóa tập lệnh và hoạt động không đầu

## Công nghệ
BleachBit được viết bằng ngôn ngữ lập trình Python và sử dụng PyGTK.
Hầu hết các trình dọn dẹp của BleachBit đều được viết bằng CleanerML, một ngôn ngữ đánh dấu dựa trên tiêu chuẩn mở XML để viết trình dọn dẹp. CleanerML không chỉ xử lý việc xóa tập tin mà còn thực hiện các hành động chuyên biệt hơn, chẳng hạn như hút cơ sở dữ liệu SQLite (được sử dụng, ví dụ, để làm sạch Yum).
Trình hủy tập tin của BleachBit chỉ sử dụng một thẻ 'an toàn' duy nhất bởi vì nhà phát triển tin rằng thiếu bằng chứng cho thấy nhiều lần vượt qua, chẳng hạn như 35 lần phương pháp Gutmann, có hiệu quả hơn. Họ cũng khẳng định rằng nhiều lần vượt qua chậm hơn đáng kể và có thể mang lại cho người dùng cảm giác an toàn sai lầm bằng cách làm lu mờ các cách khác mà quyền riêng tư có thể bị xâm phạm.

## Tranh cãi
Vào tháng 8 năm 2016, Nghị sĩ Hoa Kỳ thuộc Đảng Cộng hòa Trey Gowdy thông báo rằng ông đã xem các ghi chú từ Cục Điều tra Liên bang (FBI), thực hiện trong quá trình điều tra Email của Hillary Clinton, nói rằng nhân viên của bà đã sử dụng BleachBit để xóa hàng chục nghìn email trên máy chủ riêng của mình. Sau đó, ứng cử viên tổng thống khi đó là Donald Trump tuyên bố Clinton đã "rửa axit" và "tẩy trắng" email của bà, và ông gọi đó là "một quy trình tốn kém".
Sau thông báo, trang web của công ty BleachBit đã nhận được lưu lượng truy cập tăng lên. Vào tháng 10 năm 2016, FBI đã công bố các tài liệu đã chỉnh sửa từ cuộc điều tra email của bà Clinton.